# HP-48

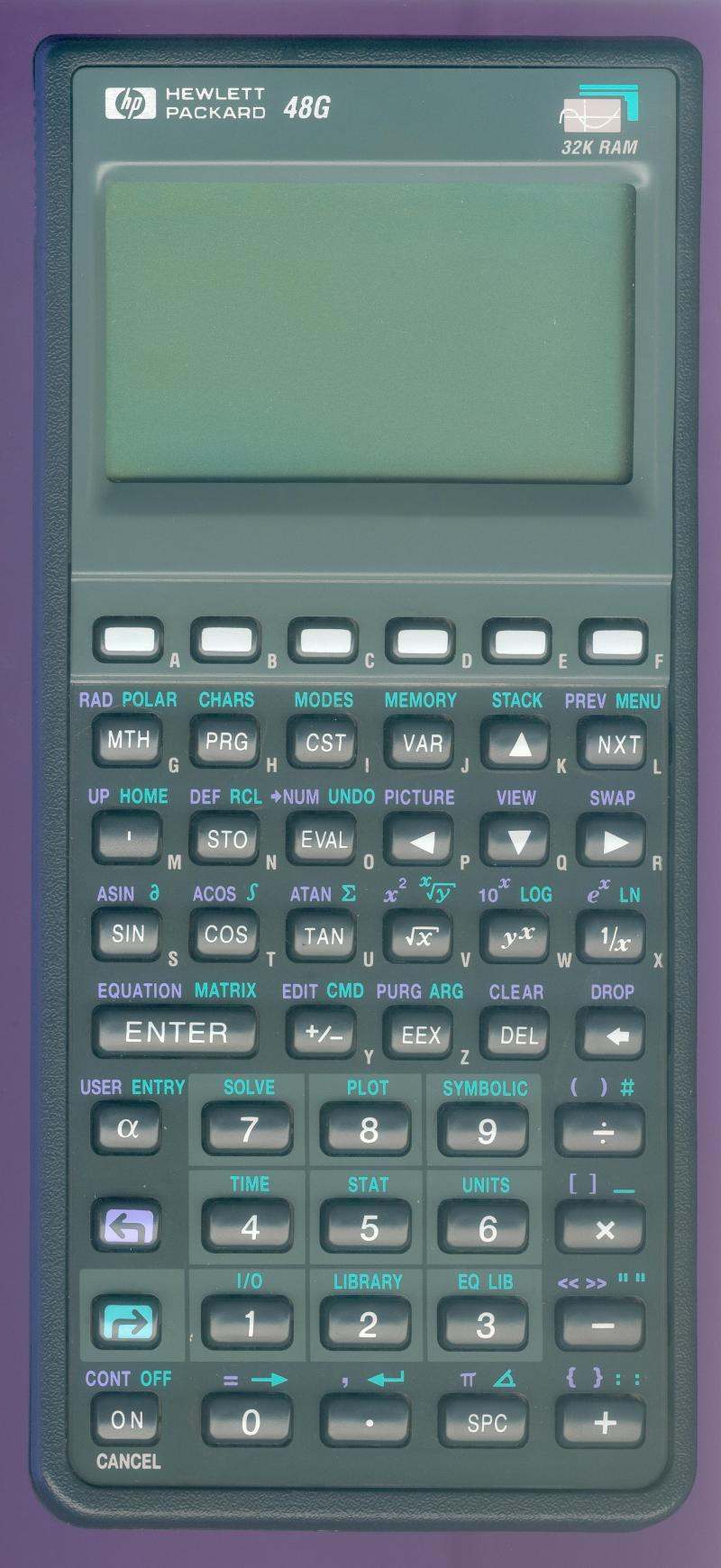
HP 48G

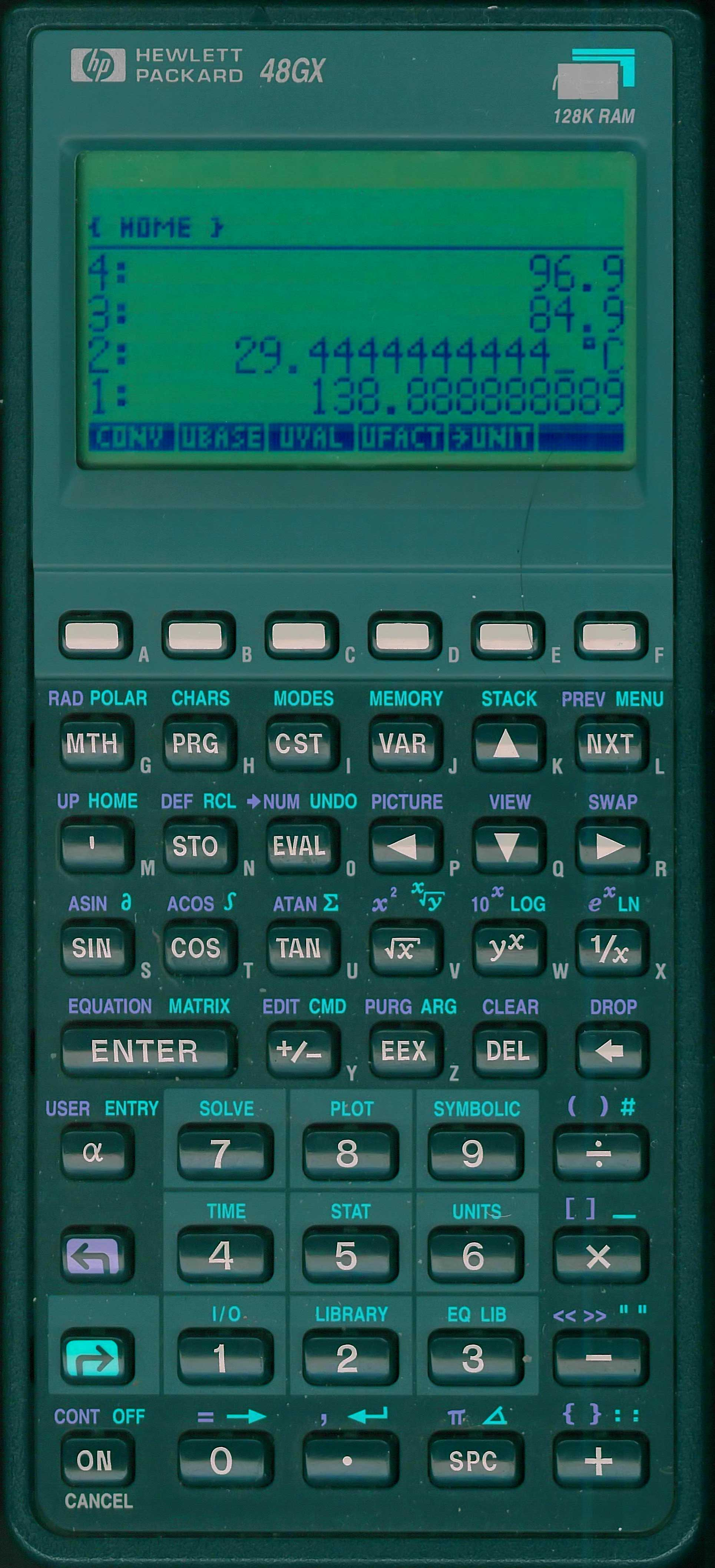
HP 48GX

HP-48 – seria kalkulatorów firmy Hewlett-Packard, pracująca w systemie odwrotnej notacji polskiej (RPN), produkowana w latach 1990–2003. Seria składa się z modeli: HP-48S, HP-48SX, HP-48G, HP-48GX oraz HP-48G+, przy czym modele G były ulepszonymi wersjami modeli S. Sufiks X oznaczał możliwość rozszerzenia pamięci RAM oraz ROM poprzez dodatkowe karty rozszerzeń. Modele z + posiadały więcej pamięci wbudowanej (onboard).
Warto wiedzieć, że HP-48GII (wprowadzony na rynek w 2004) nie ma nic wspólnego z poprzednikami, jest raczej bardziej związany z HP-49G i HP-49G+.
Kalkulatory z tej serii są do dziś bardzo cenione przez użytkowników (i kolekcjonerów) ze względu na ich ogromne możliwości. W niektórych kręgach, mimo wprowadzenia na rynek następców, otoczone są swego rodzaju kultem. Można powiedzieć, że funkcjonalność kalkulatora HP-48 niewiele ustępuje dzisiejszym urządzeniom typu palmtop. Na kalkulator HP-48 powstały setki programów użytkowych i gier.

## Najważniejsze funkcje
- operacje arytmetyczne w notacji RPN, z widocznymi 4 najniższymi poziomami stosu
- możliwość wprowadzania wyrażeń w klasycznej notacji i odkładania ich na stos
- operacje na liczbach zespolonych
- operacje na macierzach i wektorach
- solver
- obliczenia w trybie dwójkowym, ósemkowym, szesnastkowym
- obliczenia z użyciem jednostek, przeliczanie jednostek
- operacje algebraiczne (calculus), przekształcanie wyrażeń, całki, różniczki, szereg Taylora
- całkowanie oznaczone
- równania różniczkowe
- statystyka, regresja
- wykresy funkcji na płaszczyźnie i w przestrzeni, wykresy statystyczne
- współpraca z drukarką HP-82240 i komunikacja z innymi kalkulatorami przez port podczerwieni
- port RS232 do ładowania programów z komputera
- możliwość zaawansowanego programowania